# Ricardo Pravia Cifré
Ricardo Pravia Cifré   (Madrid, 7 d'abril de 1850 - Las Vegas, 28 de març de 1894) fou un missioner i mestre protestant de la denominació baptista. Ricardo P. Cifré va ser el primer missioner que va fundar una església i una escola de la denominació baptista a Catalunya, concretament a l'Hospitalet de Llobregat.

## Biografia
Ricardo va néixer a Madrid el 7 d'abril de 1850, fill d'Eleuterio i Dolores. Tant ell com el seu germà Carlos van ser enviats a estudiar a la Universitat de Madrid. Ricardo va graduar-se com a batxiller l'any 1867 i aquell mateix any conegué el missioner americà William Ireland Knapp, que serà el seu protector i mecenes. Decidit a formar-se com a missioner i, amb només divuit anys, Cifré farà un primer viatge als Estats Units i en els pocs mesos que hi va romandre es va prometre amb la que seria la seva esposa Sarah G. Bailey, de Boston. Un cop tornat a Madrid, el 1869 va continuar formant-se, ara sota el mestratge de Knapp que va reunir a casa seva un grapat de joves amb voluntat d'esdevenir mestres i predicadors protestants.
El novembre de 1871 Cifré, juntament amb el jove de quinze anys, Manuel Marin, va viatjar novament als Estats Units per acabar el seu aprenentage a la Newton Theological Institution per a tal d'obtenir el títol de graduat en teologia.

### Casament a Boston i missioner a Catalunya
El 25 de gener de 1872, Cifré va contraure matrimoni amb Sarah G. Bailey a la Shawmunt Avenue Church, una església baptista de Boston d'on la família de Sarah eren membres. El 23 d'octubre de 1872, quan Ricardo cursava estudis a la Newton, el matrimoni va tenir una primera filla. Li van donar el nom d'Helena Knapp, en agraiment al patrocini del seu mecenes William I. Knapp.
El 10 de juny de 1875 va rebre el títol de graduat en teologia i tres dies després va ser anomenat missioner a sou de l'American Baptist Missionary Union en un acte solemne a la Shawmunt Avenue Church. El dia 28 del mateix mes és destinat a Barcelona i el 6 de setembre s'embarca en el vaixell Victoria direcció Glasgow amb la seva dona Sarah i la petita Helena. Tot i ser d'origen espanyol, Cifré viatjarà a Catalunya com a missioner americà ja que degut al seu matrimoni i al temps passat als Estats Units, havia obtingut la nacionalitat americana.
A l'arribar a Barcelona, la familia s'instal·là al Passeig de Gràcia i Cifré començarà a cercar un local per a començar la seva tasca evangelistica, però els seus primers intents fracassen pel preu excessiu dels lloguers. Trobarà a l'Hospitalet de Llobregat un lloc apropiat per a organitzar una escola elemental per a infants. Després de diversos entrebancs, el 21 de febrer de 1876 es va inaugurar l'escola protestant, situada al carrer Nou, però ben aviat el local va resultar massa petit.

### L'escola protestant de l'Hospitalet de Llobregat
El febrer de 1877 es va inaugurar un nou emplaçament del col·legi, ara situat al carrer del Xipreret nº 50. L'escola protestant va gaudir de força popularitat entre les classes més humils de l'Hospitalet, fet que va provocar que l'església catòlica local emprengués algunes mesures coercitives, com ara la fundació d'un col·legi per a nenes al costat mateix del col·legi d'en Cifré i va amenaçar de no donar sepultura a les famílies que portessin els fills al col·legi protestant.

### La primera església baptista a Catalunya
El setembre de 1877, amb 19 membres es constituí l'església baptista de l'Hospitalet, la primera d'aquesta denominació a Catalunya, un cop recuperada la llibertat religiosa. El temple era al mateix lloc que el col·legi, amb el qual compartien les activitats. Els dissabtes i els diumenges Cifré feia diversos sermons a les persones que acudien a escoltar-lo. A l'abril de 1878, el matrimoni va tenir la segona filla, Alice.
Tant Ricardo com Sarah tenien una salut força delicada i es van veure obligats a aturar la seva activitat tot sovint, fins i tot Sarah va haver de tornar a Boston una temporada per a recuperar-se.

### Escola a Cornellà de Llobregat
Mogut per ànsies expansionistes, Cifré va ampliar el seu radi d'acció a la veina ciutat de Cornellà però, tot i que el maig de 1878 va aconseguir establir-hi una escola elemental, no va tenir gaire continuïtat, així com tampoc no tingué gaire èxit en les iniciatives proselitistes per a fundar una nova comunitat religiosa. També els costos de mantenir personal i lloguer de dues cases eren massa elevats per poder-hi fer front.

### Primer enterrament dissident a l'Hospitalet
A partir de la Constitució de 1876 quan la llibertat religiosa es va transformar en una limitada tolerància, s'incrementà la demanda de la implantació dels cementiris civils, que en la gran majoria de casos simplement era destinar una part apartada i separada de la necròpoli catòlica per als «dissidents». A l'Hospitalet, el primer enterrament al cementiri civil fou el de Jaume Mitjavila el 1881, però anteriorment va haver-hi un cas en la persona d'un tal Vidal, membre de la comunitat evangèlica. Aquest senyor va morir a principi de 1879. Es va demanar a les autoritats on l'havien de soterrar van respondre que a Barcelona, però l'església s'hi va oposar fermament perquè consideraven que a l'Hospitalet s'havia de garantir un lloc honorable per als que no pertanyien a l'església oficial. En aquest context s'emmarca la carta a l'Ajuntament del primer de febrer de 1879 on Ricardo Cifré juntament amb els veïns Jaume Mitjavila, Antoni Prats i Pere Mestres, denuncien la demora en la construcció, tot i que s'ofereixen a col·laborar amb les despeses.
El cas d'en Vidal es va resoldre amb la construcció d'una paret alta al voltant de la tomba en un lloc apartat del cementiri. Va ser un cas que va oferir una gran visibilitat al protestantisme hospitalenc com que va assistir-hi nombrosa ciutadania, tan a la capella, com en el seguici i al cementiri. Cifré va poder predicar amb gran atenció dels veïns. La ciutadania va poder comprovar que els protestants no enterraven els seus morts com gossos, com sovint deien les xerrameques  populars, sinó d'una forma digna i honorable. Aquests cementiris separats han estat vigents fins a la fi del segle xx i alguns fins entrat el segle xxi.

### Cifré a Figueres i abandonament de l'Hospitalet
A mitjan 1880 Cifré és cridat a fer-se càrrec d'una església a Figueres, i de l'agost fins al novembre s'encarrega de facto d'ambdues comunitats: Figueres i l'Hospitalet, però finalment es quedarà a l'Empordà, deixant l'Hospitalet a mans de la gent local, fet que finalment produirà deixadesa i la desaparició tant de l'escola com de la comunitat religiosa. L'església de Figueres era patrocinada per una dama anglesa, Emily Murray, compromesa amb la tasca social, però no era de cap denominació protestant concreta, fet que provocà tibantor entre ella i l'American Baptist Missionary Union que volia que la congregació fos d'adscripció baptista. Finalment el conflicte es va resoldre el 1881 amb la partició de la comunitat en dos, per un cantó els partidaris de Murray i per altra la formació d'una nova església baptista amb Cifré de dirigent. Aquesta darrera es congregà al carrer de la Muralla, núm. 1 de Figueres.

### Destitució de Cifré
Al setembre de 1883, la junta de la American Baptist Missionary Union destitueix Cifré de totes les seves responsabilitats i tota la família retorna als Estats Units, però Cifré farà un gir brusc a la seva vida, abandonant Sarah i les nenes. Va començar un camí nou amb una nova família. Retorna a Catalunya i, el 1887 emprendrà el viatge definitiu a Nou Mèxic amb la seva nova esposa, Margarita Gurné i una filla nascuda d'aquesta relació, de nom Lidia. Als Estats Units tindran tres fills més: Henry (1889), Carlota (1892) i Estefania (1893). Cifré va exercir de professor d'institut a les ciutats de Rowe i de Las Vegas. En aquesta darrera ciutat va morir el 28 de març de 1894, a causa d'un rebrot d'una malaltia que patia.